# Hebron
Hebron (hebrejsky  חֶבְרוֹן‎, Chevron, arabsky الخليل‎ al-Chalíl) je město v oblasti Západního břehu Jordánu pod palestinskou správou. Nachází se ve starověké oblasti Judsko, v hornaté krajině 30 km na jih od Jeruzaléma (930 m n. m.). V současnosti zde žije asi 215 000 Palestinců a 600–800 židovských osadníků. V předměstí Kirjat Arba žije dalších 7000 Izraelců. Pro Židy je toto město druhým nejsvětějším na světě (po Jeruzalémě). Má velký význam i pro muslimy a také pro křesťany (jako město Abrahama, otce všech věřících).
Město je sídlem Hebronské univerzity a Palestinské technické univerzity.

## Původ jména
Hebrejský název Chevron pochází ze slova חבר‎ chaver znamenající druh, přítel. V arabštině خليل‎ chalíl znamená rovněž přítel, což se vztahuje se k biblickému praotci Abrahamovi – Abraham jako přítel Boží.

## Historie
Město je jedním z nejstarších na Blízkém východě. V biblických dobách zde sídlili Chetejci, mezi nimiž žil praotec Abraham. Zde v místě zvaném Kirjat Arba („Město Čtyř“) pochoval svou manželku Sáru v hrobě, který koupil od Chetejců (Genesis 23,2). Za času krále Davida byl Hebron hlavním městem izraelského království po dobu 7 let (až do Davidova dobytí Jeruzaléma). Po zániku Judského království a babylónském zajetí byl Hebron pod vládou Idumejců. Idumejský vládce Herodes nechal nad Jeskyní patriarchů postavit mauzoleum, které existuje dodnes. Poté přešlo město pod panství římské a později byzantské říše. Roku 638 byl Hebron dobyt Araby. Mauzoleum a jeskynní komplex, zvaný Jeskyně patriarchů, který v byzantských časech sloužil jako kostel, byl po dobytí změněn na mešitu. Roku 1099 Hebron dobyli křižáci a svatyně se stala opět kostelem a na krátký čas od roku 1168 i katedrálou biskupství hebronského. Od roku 1187 patřilo město opět muslimům. V roce 1267 byl vstup do svatyně zakázán židům i křesťanům pod trestem smrti. Tento zákaz zde platil 700 let. Od roku 1517 bylo město součástí Osmanské říše, od roku 1917 pod britskou okupací a mandátní správou.
Roku 1929 zavraždili hebronští Arabové během Hebronského masakru, který byl součástí arabských nepokojů v Palestině 67 Židů a dalších 60 zranili. Zbylí židovští obyvatelé poté město opustili. V roce 1931 se Židé na krátkou dobu vrátili, ale britská správa se rozhodla vystěhovat je, „aby předešla dalším masakrům“. Během první arabsko-izraelské války byl Hebron obsazen Arabskou legií a v letech 1948–1967 se stal součástí Jordánska. Od šestidenní války v červnu 1967 je město pod izraelskou kontrolou a byla opět obnovena židovská komunita ve městě (nové židovské město Kirjat Arba kromě toho vyrostlo na svazích východně od města). Teprve v roce 1967 byl také zrušen zákaz vstupu do svatyně pro židy a křesťany. V současnosti město patří do oblasti palestinské autonomní správy. V únoru 1994 radikální izraelský rabín Baruch Goldstein střelbou usmrtil ve svatyni 29 přítomných muslimů a 125 jich zranil.
V roce 2025 kontaktovalo pět hebronských šejchů izraelského ministra hospodářství Nira Bakata s tím, že chtějí město vyjmout z palestinské samosprávy, vyhlásit samostatný emirát a na oplátku uznat Izrael jako židovský stát.

## Pamětihodnosti
Staré město Hebronu je od července 2017 zapsáno na seznamu světového kulturního dědictví UNESCO, zároveň je zařazeno mezi památky světového dědictví v ohrožení.
- Mauzoleum patriarchů – svatyně Židů a muslimů. Židovské označení מערת המכפלה‎ Me'arat ha-machpela (Jeskyně dvojitých hrobů), muslimské označení الحرم الإبراهيمي‎ al-Haram al-Ibráhímí (Abrahamova svatyně)  nebo také al-Haram al-Chalíl. Podle tradice stojí nad místem jeskyně Machpela, v níž byli pochováni nejvýznamnější židovští patriarchové Starého zákona, kteří jsou uctíváni také v islámu, a jejich manželky (Adam a Eva, Abraham a Sára, Izák a Rebeka, Jákob a Lea). Toto místo je po staletí předmětem mimořádné úcty. Budovu mauzolea nechal postavit idumejský vládce Herodes. Za muslimského panství byly uvnitř mauzolea postaveny symbolické náhrobky patriarchů (v 8.–14. století). Od roku 1967 je svatyně rozdělena na menší část židovskou – synagogu (s náhrobky Abrahama a Sáry, Jakuba a Ley), a větší část muslimskou – Abrahamovu mešitu (s náhrobky Izáka a Rebeky; náhrobky Adama a Evy ve svatyni nejsou).
- Abrahamův dub v Mamre – stojí na místě, kde podle tradice Abraham postavil svůj stan. Jeho stáří se odhaduje na 5000 let.
- Hroby Jišaje, otce krále Davida, Rút a Abnera.
- Archeologické muzeum s předměty z období kananejského až z období islámského.